# Annea
Annea, maleni rod od dvije vrste tropskog drveća i grmova Afrike. Pripada porodici mahunarki. 

## Vrste
1. Annea afzelii (Oliv.) Mackinder & Wieringa
2. Annea laxiflora (Benth.) Mackinder & Wieringa